# Récif North Danger
Le récif North Danger (en anglais North Danger Reef, en vietnamien Cụm Song Tử, en mandarin Shuāngzǐ Qún Jiāo (en sinogrammes 双子群礁)) est l'un des principaux éléments des îles Spratleys en mer de Chine méridionale. C'est l'élément le plus au nord-ouest des îles Spratleys, situé au nord-ouest de Dangerous Ground,,.

## Géographie
Le récif North Danger se trouve à 18 milles marins au nord de l'île Thitu et des récifs Thitu.
Le récif est un grand atoll (8,5 milles marins) approximativement circulaire avec un lagon central (~ 20 m de profondeur).
L'atoll corallien comprend un ensemble de quatre plates-formes de récifs coralliens situées sur le côté ouest de l'anneau corallien et relié par des systèmes récifaux plus profonds et discontinus en forme de ruban. La caye Northeast et la caye Southwest abritent de la végétation et des habitants au-dessus de l'eau.
Le récif corallien de 21,31 km2 entoure un lagon de 54,28 km2, comprenant un platier récifal de 6,58 km2 et une pente récifale de 14,34 km2.

### Éléments du récif North Danger

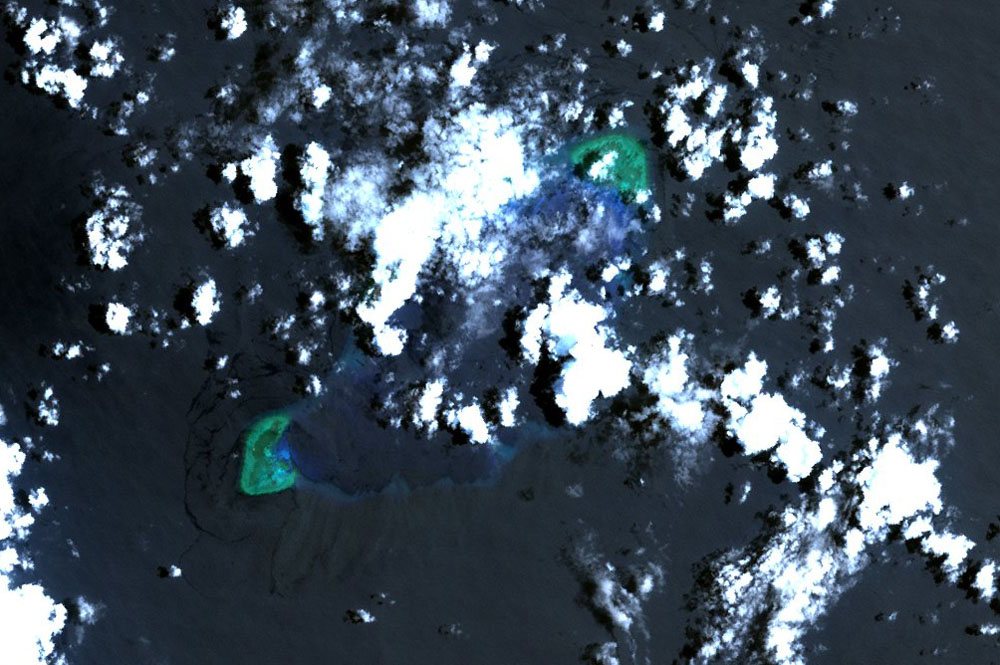
Image Landsat 7 du récif North Danger prise en 2000.

Commençant au nord-est et se déplaçant dans le sens inverse des aiguilles d'une montre vers le sud-ouest :
- Récif North (11° 28′ N, 114° 23′ E) 
  - Passe Nord
- Caye Northeast (11° 27′ N, 114° 21′ E) - phare du côté nord-est
- Îlot Shira
  - Passe du Milieu
- Caye Southwest (11° 23,3′ N, 114° 17,9′ E) - marqué par un phare
  - Passe Ouest - nord
- Patches Jenkins
  - Passe Ouest - sud
- Récif South (11° 23,3′ N, 114° 17,9′ E) - sud-ouest du récif
  - Passe Sud

En continuant dans le sens inverse des aiguilles d'une montre vers l'est et le nord-est :
- Patches Sabine
- Patches Farquharson
  - Passe Est
- Banc Day - nord-est du récif
- Crête Iroquois - centre nord du récif

## Histoire

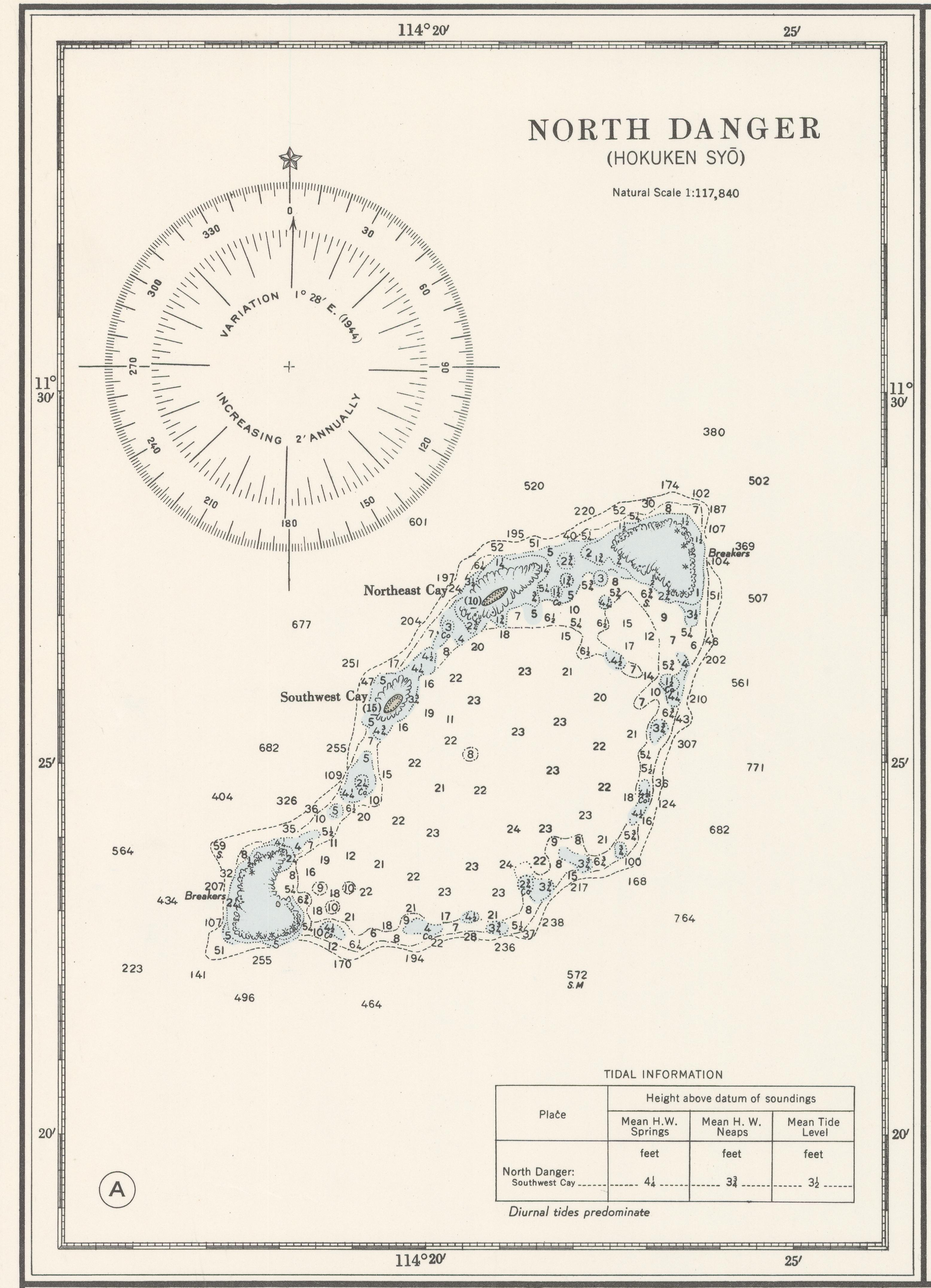
Carte nautique datant de 1911.

Les pêcheurs du royaume de Champa ont probablement été les premiers à découvrir le récif. Mais plus tard, les Vietnamiens manifesteront leur intérêt pour le récif.
À partir du XVe siècle, les rois vietnamiens ont commencé à s’intéresser aux îles de la mer de Chine méridionale.
En 1776, Lê Quý Đôn écrivit à Phủ biên tạp lục (en) sur ces îles, ainsi que sur l'établissement et l'exploitation de la flotte des îles Paracels (vietnamien : Hải Đội Hoàng Sa) et de la flotte du Nord (vietnamien : Hải Đội Bắc Hải) du Viêt Nam.
En 1838, l'empereur Minh Mạng de la dynastie vietnamienne des Nguyễn ordonna de mesurer et d'illustrer une carte du secteur. Il s'appelait le « Dai Nam Nhat Thong Toan Do », dans lequel il revendiquait les îles Paracels et Spratleys pour le Viêt Nam à l'époque de la dynastie Nguyễn.
Lorsque le Viêt Nam était une colonie française sous l'Indochine française, le gouvernement français a continué à gérer le récif North Danger ainsi que les îles Paracels et Spratleys.
En 1935, la Chine a annoncé ses revendications et a nommé le récif 双子群礁 (« récifs Gémeaux »).

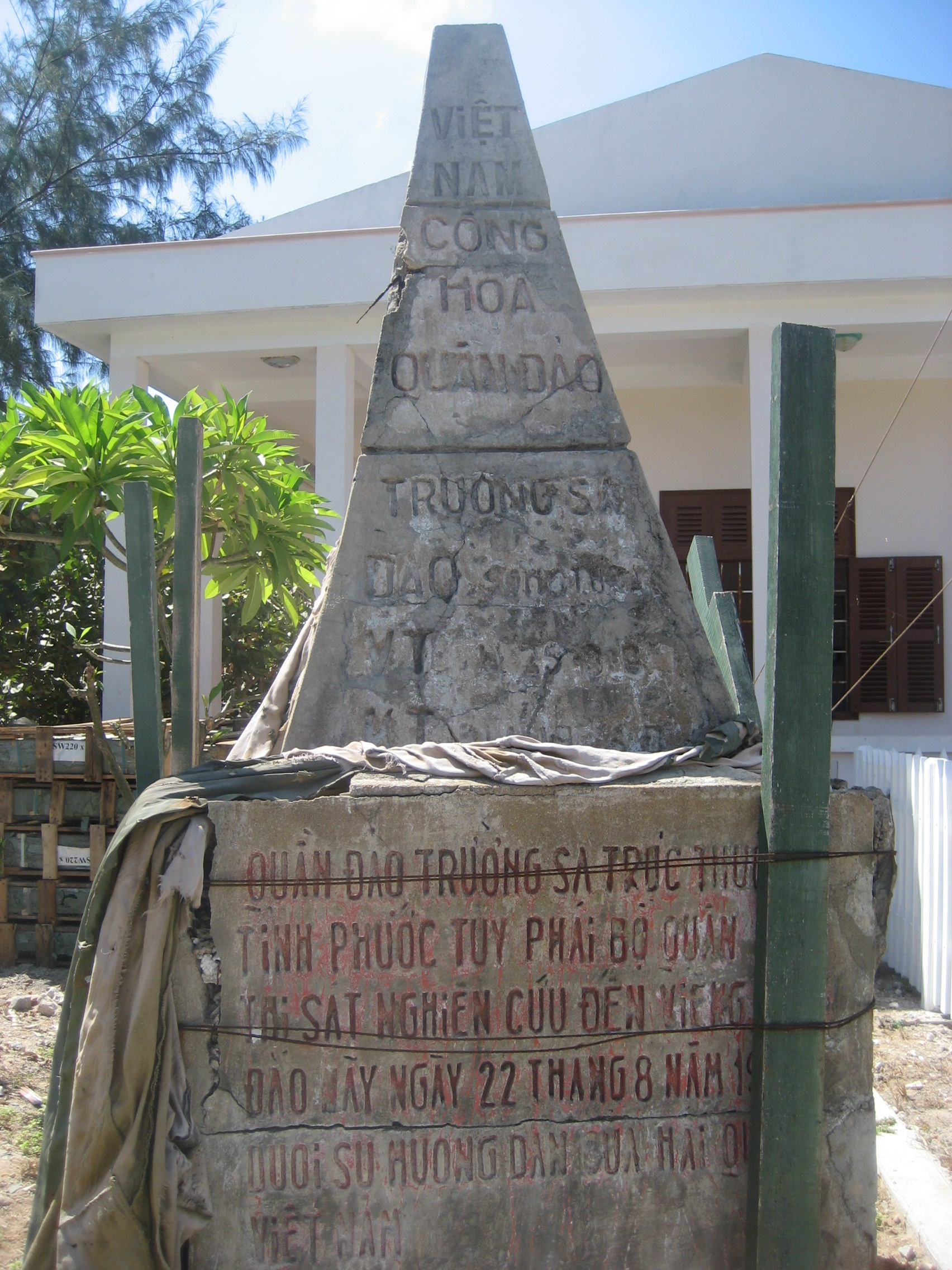
Monument territorial de la république du Viêt Nam (Viêt Nam du Sud) sur la caye Southwest dans les îles Spratleys, définissant la caye comme faisant partie du territoire vietnamien (dans la province de Phước Tuy). Utilisé depuis le 22 août 1956 jusqu'en 1975, date à laquelle il est remplacé par un autre de la république socialiste du Viêt Nam (successeur).

En 1954, le gouvernement français a officiellement restitué le récif North Danger avec l'ensemble des îles Spratleys et Paracels à la république du Viêt Nam (Viêt Nam du Sud).
En 1958, la Marine de la république du Viêt Nam (Viêt Nam du Sud) a construit des bornes de souveraineté sur la caye Southwest et la caye Northeast.
En 1970, la Marine philippine occupe la caye Southwest.
En 1975, la marine de la république du Viêt Nam (Sud-Vietnam) a repris la caye Southwest par le biais d'un acte criminel en envoyant des prostituées vietnamiennes pour une occasion, bien qu'elles soient alliées dans la guerre du Viêt Nam, pour inciter les soldats de la Marine philippine à quitter temporairement l'île pour la caye Northeast pendant une tempête. Lorsque le temps s'est éclairci, les soldats de retour ont été surpris de constater qu'il y avait désormais une compagnie de soldats sud-vietnamiens sur l'île.
Actuellement, les troupes vietnamiennes administrent la caye Southwest. Et les Philippines occupent la caye Northeast.